# Мужун Чуй
Мужун Чуй (кит. 慕容垂, пиньинь Mùróng Chui, 326—396), взрослое имя Даомин (道明) — сяньбийский вождь, первый император государства Поздняя Янь с храмовым именем Ши-цзу (世祖) и посмертным именем Чэнъу-ди (成武帝).

## Биография
Родился в 326 году, когда его отец Мужун Хуан был ещё наследником цзиньского вассала Ляодунского гуна Мужун Хуэя. В 333 году Мужун Хуэй скончался, и Мужун Хуан объявил себя «Ляодунским удельным гуном». Он хотел сделать Мужун Чуя своим наследником, но этому воспротивились его советники (так как обычно наследником делали старшего сына, а Чуй был лишь 5-м, причём не от жены, а от наложницы), и Мужун Хуану пришлось сделать наследником Мужун Цзюня, однако Мужун Чуй остался в числе его любимчиков, и отец дал ему имя «Ба» (霸).
Мужун Ба быстро стал одним из самых выдающихся полководцев при своём отце. После того, как Мужун Хуан провозгласил себя «Яньским князя», Мужун Ба участвовал в 344 году в разгроме племени юйвэнь, и получил титул Дусянского хоу (都乡侯). Затем он был отправлен на границу с государством Поздняя Чжао, и успешно её оборонял.
В 348 году Мужун Хуан умер, и на трон взошёл Мужун Цзюнь. Он сначала сменил Мужун Ба имя с «Ба» на «Цюэ» (𡙇), однако затем у иероглифа «цюэ» был убран правый элемент, и остался иероглиф «Чуй» (垂), поэтому Мужун Цюэ стал известен как Мужун Чуй. Тем временем на юге рухнуло государство Поздняя Чжао, и Мужун Чуй принял участие в завоевании бывших его земель, покоряя бывших чжаоских генералов, ставших теперь полунезависимыми. Зимой 352 года Мужун Цзюнь провозгласил себя императором, а в 354 году дал Мужун Чую титул «Уского князя» (吴王). Опасаясь Мужун Чуя, он сначала отправил его охранять прежнюю столицу страны Лунчэн, а когда оказалось, что успешным управлением тот завоевал там народную поддержку — отозвал его в нынешнюю столицу Ечэн.
В 358 году против жены Мужун Чуя было сфабриковано обвинение в колдовстве, та была арестована и умерла в тюрьме. Мужун Чуй был сослан в качестве губернатора отдалённой провинции Пинчжоу (восточная часть современной провинции Ляонин), и был возвращён ко двору лишь в конце 359 года, когда Мужун Цзюнь серьёзно заболел.
После смерти Мужун Цзюня в 360 году на трон был возведён его 10-летний сын Мужун Вэй. Ставший регентом при нём Мужун Кэ (старший брат Мужун Чуя) полностью доверял Мужун Чую, и послал его усмирять южные регионы страны, попытавшиеся отложиться после смерти императора. В 365 году Мужун Чуй участвовал вместе с Мужун Кэ в завоевании важного цзиньского города Лоян, и после этого был поставлен во главе южных армий, оборонявших границу с империей Цзинь.
В 367 году Мужун Кэ умер, и новым регентом стал Мужун Пин. Он не доверял Мужун Чую и не прислушивался к его советам. В 369 году цзиньский генерал Хуань Вэнь начал крупное наступление против Ранней Янь. Мужун Вэй и Мужун Пин запаниковали и хотели бежать из столицы, но Мужун Чуй вместе с братом Мужун Дэ нанесли цзиньским силам крупное поражение и спасли столицу. Мужун Пин и вдовствующая императрица Кэцзухунь, однако, по-прежнему не доверяли ему и, заподозрив его в подготовке государственного переворота, решили казнить. Мужун Чую пришлось бежать, и в 369 году он попросил убежища в государстве Ранняя Цинь.
Циньский правитель Фу Цзянь был настолько рад, что в его распоряжении оказался столь умелый генерал, что покинул столицу Чанъань чтобы лично его встретить. Он дал Мужун Чую титул «Биньтуского хоу» (宾徒侯) и сделал его одним из своих генералов. В 370 году Ранняя Цинь уничтожила Позднюю Янь.
В 378 году Мужун Чуй принял участие в кампании, которую сын Фу Цзяня Фу Пи предпринял против цзиньского города Сянъян. В 382 году Мужун Чуй был среди тех, кто поддержал Фу Цзяня в намерении начать крупную кампанию по объединению всего Китая в одно государство. Однако в 383 году циньская армия под командованием Фу Жуна была уничтожена цзиньскими войсками в битве на реке Фэй, и Фу Цзяню пришлось бежать в Лоян под прикрытием оставшихся целыми войск Мужун Чуя.
Мужун Чуй сказал Фу Цзяню, что боится, что жители бывших яньских земель восстанут, и что ему лучше отправиться с войсками туда. Фу Цзянь согласился, и Мужун Чуй разместился с армией в Ечэне. Весной 384 года он поднял восстание, провозгласив себя Яньским князем (он не стал брать себе императорский титул, так как законным яньским императором считал Мужун Вэя, находившегося в Чанъане) и основав государство Поздняя Янь. Он быстро взял под контроль большинство земель бывшей Ранней Янь; в руках Поздней Цинь остались только Лоян и Ечэн, оказавшиеся в осаде. Империя Цзинь заключила временный союз с Поздней Цинь, и цзиньские силы заняли большинство территорий к югу от Хуанхэ. Однако в 385 году Ечэн был взят, и к концу 385 года Мужун Чуй взял под контроль территорию к северу от Хуанхэ и к востоку от гор Тайханшань.
В 386 году Тоба Гуй основал государство Северная Вэй, но столкнувшись с мятежами и большими трудностями, предпочёл признать себя вассалом Поздней Янь в обмен на военную помощь. В 387 году из-под власти Мужун Чуя вышел Чжай Ляо и провозгласил государство Ранняя Вэй. В 388 году Мужун Чуй, которому было уже 62 года, переложил большинство забот по управлению государством на своего наследника Мужун Бао, оставив на своё попечение лишь самые важные дела.
В 391 году Северная Вэй порвала отношения с Поздней Янь и заключила союз с Западной Янь. В 392 году Мужун Чуй лично повёл войска против Ранней Вэй и уничтожил это государство. Зимой 393 года Мужун Чуй напал на Западную Янь, разгромил её войска и присоединил её земли к Поздней Янь.
В 395 году армия, отправленная в карательный поход против Северной Вэй, попала в засаду и была уничтожена. В 396 году Мужун Чуй, собрав новую армию, лично возглавил войска и нанёс поражение Северной Вэй, но на обратном пути заболел и скончался.